# 北臧村镇
北臧村镇是中国北京市大兴区下辖的一个镇，位于永定河冲积平原，全镇地势平坦。

## 行政区划
北臧村镇下辖23个村委会：赵家场、诸葛营、皮各庄一、皮各庄二、皮各庄三、梨园、前管营、马村、新立、罗奇营、天宫院、西大营、中臧、北臧、大臧、周庄子、巴园子、西王庄、北高各庄、六合庄、砖楼、桑马房、八家。